# Раковский, Сергей Дмитриевич
Сергей Дмитриевич Раковский (1899—1962) — советский геолог, первооткрыватель крупных месторождений золота.

## Биография
Родился 18 (30) марта 1899 г. в Могилеве в семье дьякона.
В 1910 году в связи с назначением отца военным священником в 20-й Сибирский стрелковый полк переехал в город Троицкосавск Забайкальской области. Там окончил реальное училище (1918). С октября 1918 по октябрь 1919 по мобилизации служил в армии Колчака.
В октябре 1919 г. в городе Канск вступил в Красную Армию. С июня 1920 г. служил со своей ротой в Иркутске. Там после демобилизации поступил в Иркутский политехнический институт.

## Геологоразведывательная деятельность
Чтобы заработать деньги для продолжения учёбы, в 1923 г. уехал сначала в Якутск, потом в составе артели старателей — на Алданские прииски.
Принимал участие в разведке месторождений на ключах Незаметный, Куранах, Золотой и других. С 1926 г. работал в государственном тресте «Алданзолото» прорабом поисковых и разведочных работ, помощником начальника геолого-поисковой партии.
На Алдане познакомился с геологом Юрием Александровичем Билибиным и принял участие в его экспедиции 1928—1929 гг.
Летом 1929 г. его отряд открыл крупнейшие месторождения россыпного золота на ключе Юбилейном, а затем на ручье Холодном. Тогда же там были организованы прииски.
- 1930 возглавил разведочные работы в Главном Колымском приисковом управлении треста «Цветметзолото»,
- 1931 назначен заведующим бюро разведок геологоразведочного сектора, объединившего все разведочные работы на территории Колымы.
- 1932 возглавил секцию россыпных разведок треста «Дальстрой». Геологоразведочные работы привели к открытию золотых россыпей в долине рек Чай-Урья, Малый Ат-Урях и других.
- 1933 помощник начальника Верхне-Колымской геологической экспедиции В. А. Цареградского,
- 1935—1937 начальник Ороекской геологоразведочной экспедиции,
- 1937—1938 заместитель главного геолога Северного горнопромышленного управления, начальник Базы дальних разведок.
- конец 1938 — май 1939 начальник отделения россыпных разведок геологоразведочного отдела «Дальстроя»,
- май-август 1939 начальник геологоразведочного отдела Северного горнопромышленного управления,
- с августа 1939 начальник Хатынахского районного геологоразведочного управления.
- В апреле 1941 г. в связи с организацией Янского горнопромышленного управления назначен начальником Янского районного геологоразведочного управления, а с июля того же года — заместителем начальника Янского ГПУ по геологоразведке.
- с марта 1943 г. заместитель начальника Тенькинского горнопромышленного управления по геологоразведке, с октября того же года — начальник Индигирского районного геологоразведочного управления.
- с января 1946 заместитель начальника Индигирского ГПУ по геологоразведке, с сентября 1947 г. — Верхне-Индигирского районного геологоразведочного управления.
- с октября 1952 г. начальник Берелехского районного геологоразведочного управления.

С 1959 г. на пенсии по состоянию здоровья.
Умер 14 марта 1962 г. в Москве, похоронен на Головинском кладбище.

## Память
Его именем названы:
- ручей в Среднеканском районе,
- порог на реке Бохапча в Тенькинском районе,
- улицы в:
  - городе Сусумане,
  - поселках:
    - Нексикан,
    - Ягодное,
    - Усть-Нера,
    - Батагай.

## Награды
- В феврале 1939 г. награждён медалью «За трудовую доблесть».
- В январе 1941 г. — орденом Трудового Красного Знамени.
- Работа в годы Великой Отечественной войны отмечена орденом Ленина.
- В январе 1946 г. Постановлением Совнаркома Союза ССР Раковскому в составе группы геологов «Дальстроя» за открытие новых месторождений золота на Северо-Востоке страны была присуждена Сталинская премия I степени.